# Sench Amand dau Vern
Sench Amand de Vern (en francès Saint-Amand-de-Vergt) és un municipi francès situat al departament de la Dordonya i a la regió de la Nova Aquitània.

## Demografia
| 1962                                       | 1968 | 1975 | 1982 | 1990 | 1999 | 2007 |
| ------------------------------------------ | ---- | ---- | ---- | ---- | ---- | ---- |
| 246                                        | 235  | 207  | 176  | 173  | 197  | 208  |
| Des de 1962: població sense dobles comptes |      |      |      |      |      |      |

## Administració
| Període   | Identitat          | Partit |
| --------- | ------------------ | ------ |
| 2004-2008 | Jean-Pierre Bonato |        |
| 2008-     | Jean-Luc Mallet    |        |